# Nemastoma bimaculatum
Espèce
Synonymes
- Phalangium bimaculatum Fabricius, 1775
- Nemastoma lugubre unicolor Roewer, 1914

Nemastoma bimaculatum est une espèce d'opilions dyspnois de la famille des Nemastomatidae.

## Distribution
Cette espèce se rencontre de l'Ouest de la Norvège au Nord de l'Espagne et de l'Islande au Sud-Est de la France.

## Description

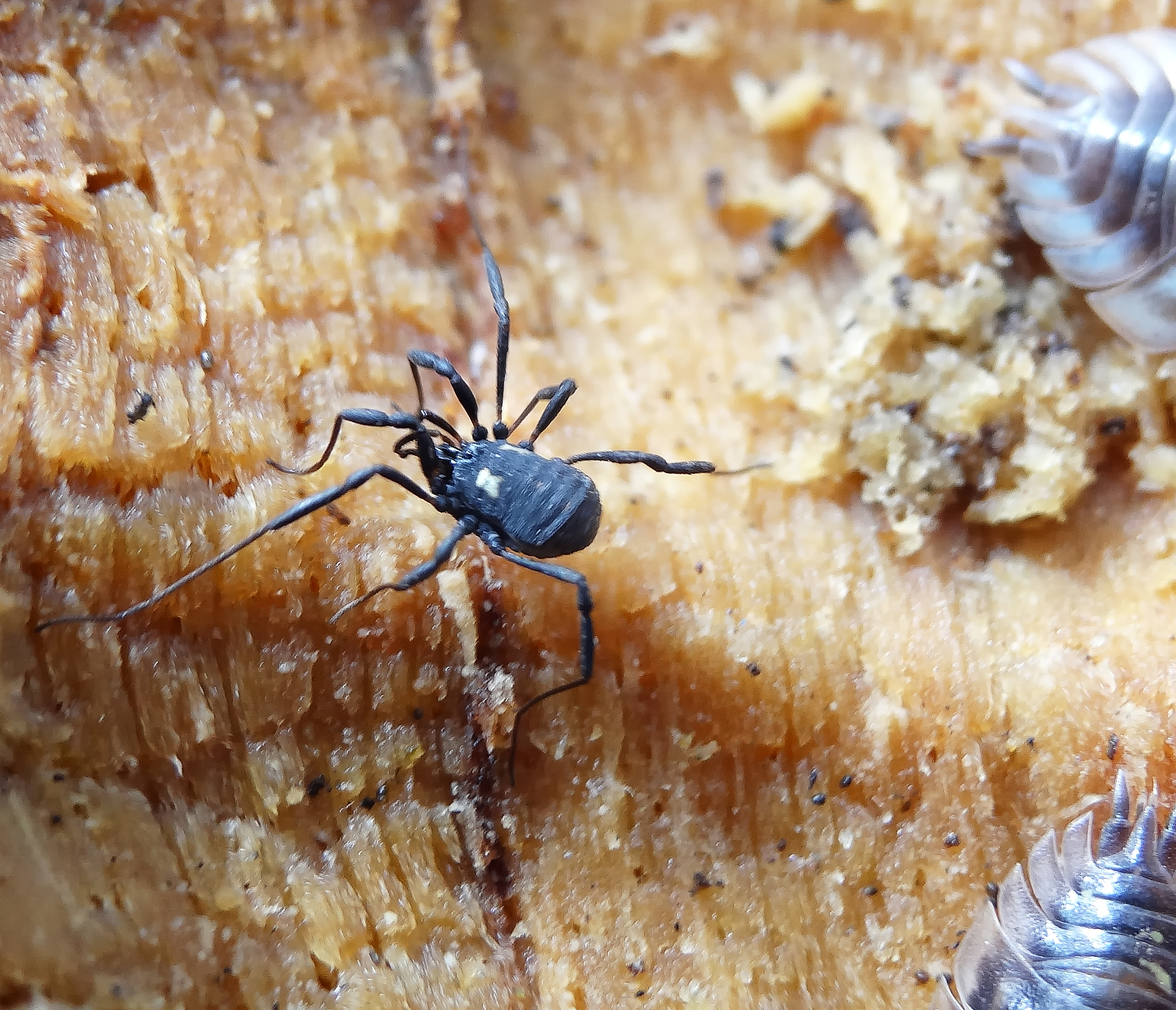
Nemastoma bimaculatum

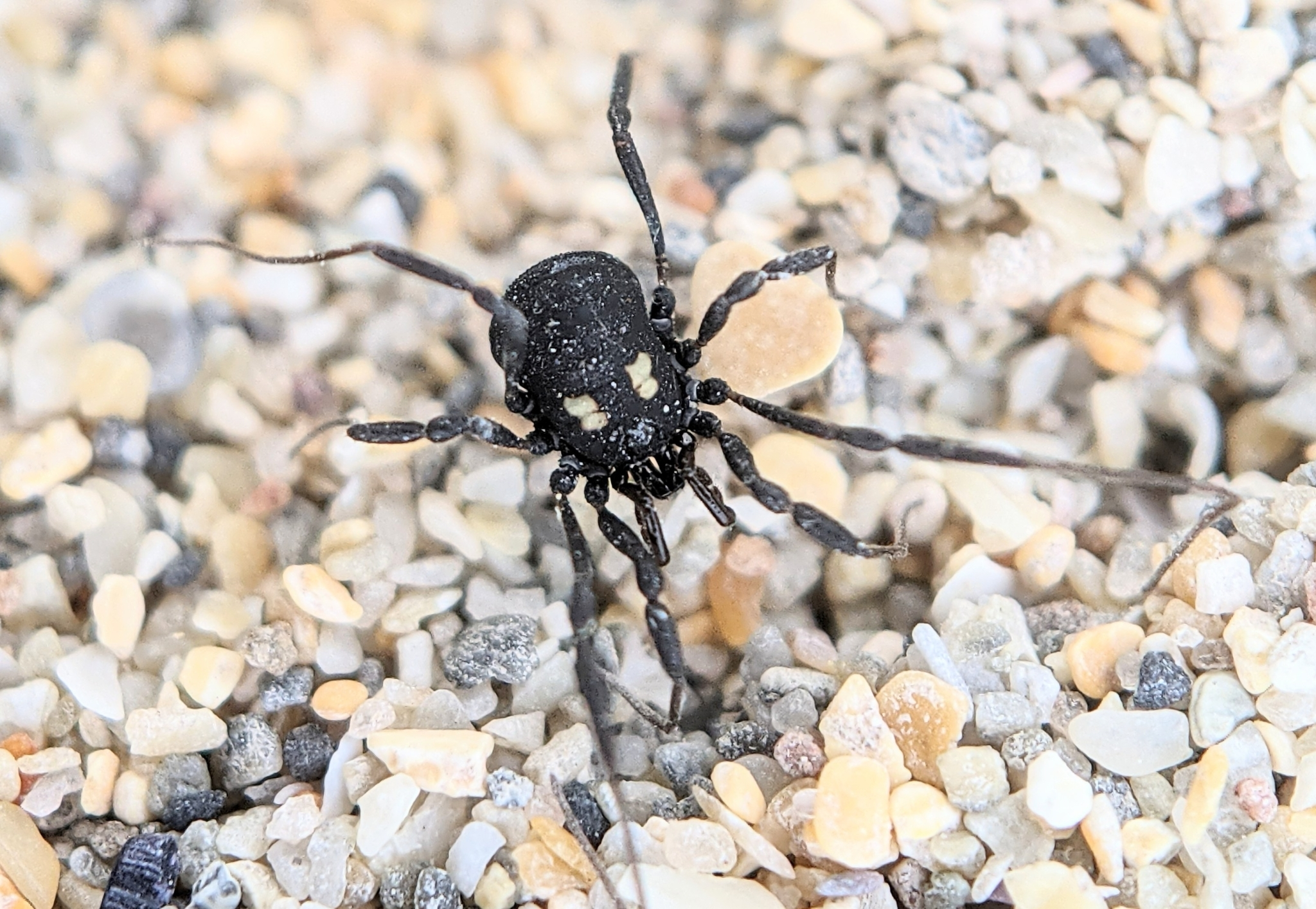
Nemastoma bimaculatum

Les mâles mesurent de 2,0 à 2,2 mm et les femelles de 2,3 à 2,5 mm.

## Systématique et taxinomie
Cette espèce a été décrite sous le protonyme Phalangium bimaculatum par Fabricius en 1775. Elle est placée dans le genre Nemastoma par Koch en 1836. Elle est considérée comme une sous-espèce de Nemastoma lugubre par Roewer en 1914. Elle est élevée au rang d'espèce par Gruber et Martens en 1968.
Nemastoma lugubre unicolor a été placée en synonymie par Gruber et Martens en 1968.

## Publication originale
- Fabricius, 1775 : Systema entomologiae, sistens insectorum classes, ordines, genera, species, adiectis, synonymis, locis descriptionibus observationibus. Officina Libraria Kortii, Flensburg and Lipsiae, p. 1-832.